# Lukson
Luksony – wspólna nazwa zaproponowana w 1962 roku dla cząstek o zerowej masie spoczynkowej, które zawsze poruszają się z prędkością światła. Termin jest stosowany w kontekście hipotez istnienia tachionów oraz symetrii bradionowo-luksonowej.
Do luksonów zaliczane są fotony. Zerowa jest teoretyczna masa spoczynkowa gluonów, choć niewielkiej masy, rzędu kilku MeV/c² nie można wykluczyć – z doświadczeń przeprowadzonych w obszarze fizyki wysokich energii wynika, że masa gluonów nie przekracza 1,3 MeV/c², jednak z rozważań kosmologicznych można wyciągnąć wniosek, że nie powinna ona przekraczać 2·10−10 MeV/c². Zgodnie z przewidywaniami teorii strun hipotetyczny grawiton również jest bezmasowy, istnieją jednak prace teoretyczne przewidujące, że zarówno grawiton, jak i foton, mogą posiadać bardzo małą, lecz niezerową masę spoczynkową. Na podstawie wyników eksperymentów związanych z obserwacją fal grawitacyjnych górne ograniczenie masy grawitonu oszacowano na 1,2·10−22 MeV/c², jednak oszacowanie to jest związane z założeniami dotyczącymi komptonowskiej długości fali, które niekoniecznie muszą być prawdziwe.